# یان فیشر
یان فیشر (انگلیسی: Jan Fischer؛ زادهٔ ۲ ژانویهٔ ۱۹۵۱) یک سیاست‌مدار اهل جمهوری چک است.